# Igor Nikolajevič Smirnov
Igor Nikolajevič Smirnov (rusky: Игорь Николаевич Смирнов, moldavsky: Igor Smirnov/Игор Смирнов; * 23. října 1941, Petropavlovsk-Kamčatskij, Ruská SFSR, SSSR) je podněsterský politik ruské národnosti, v letech 1991 až 2011 byl prvním prezidentem mezinárodně neuznané Podněsterské moldavské republiky (zkratka: PMR).

## Životopis
Po vyučení pracoval v dělnických profesích nejprve ve Zlatousťském metalurgickém závodě (Ruská SFSR) a posléze v letech 1959–1987 v Elektrostojírenském závodě v Nové Kachovce (Ukrajinská SSR), kde dosáhl funkce zástupce ředitele. Roku 1974 ukončil studia na Záporožském strojírenském institutu a získal titul inženýr. V listopadu 1987 se přestěhoval na území dnešního Podněstří, jelikož byl jmenován do funkce ředitele tiraspolského závodu Elektromaš, kterou zastával do roku 1990 – do svého zvolení předsedou Podněsterské moldavské sovětské socialistické republiky (zkratka: PMSSR). Do roku 1991 člen KSSS. Smirnov je autorem politických pojednání Žít v naší zemi (2001; rusky: Жить на нашей земле) a Společně s Ruskem (2007, rusky: Вместе с Россией). Je ženat, má dva syny, kteří zastávají vysoké funkce ve státní správě PMR. V roce 2000 byl zvolen v podněsterské anketě Člověkem desetiletí 1990–2000. Smirnov je občanem Podněstří a Ruské federace. Rozhodnutím Evropské komise má Smirnov, jeho synové a další vysocí političtí představitelé PMR od roku 2005 zakázán vstup do zemí Evropské unie.

## Politická kariéra
V únoru 1990 byl zvolen poslancem tiraspolského Městského sovětu a poslancem Nejvyššího sovětu Moldavské sovětské socialistické republiky (zkratka: MSSR), kde spolu s dalšími poslanci ruské národnosti z Podněstří vystupoval v rámci poslanecké skupiny Sovětská Moldávie proti rumunizaci Moldavska (zavedení moldavského jazyka psaného latinkou – tedy totožného s rumunštinou – jako jediného oficiálního jazyka MSSR namísto moldavštiny psané cyrilicí a ruštiny). V dubnu téhož roku byl zvolen předsedou Městského sovětu v Tiraspolu. Když se na jaře 1990 začalo vážně uvažovat o připojení tehdejší MSSR k Rumunsku, postavil se do čela podněsterských odpůrců, kteří požadovali vytvoření Podněsterské autonomní sovětské socialistické republiky v rámci MSSR. Po odmítnutí této varianty ze strany moldavského vedení byl svolán 1. sjezd poslanců všech úrovní Podněstří, na kterém byl Smirnov zvolen předsedou Koordinačního sovětu pro sociální a ekonomický rozvoj Podněstří. Na druhém sjezdu, kde byla 2. září 1990 vyhlášena Podněsterská moldavská sovětská socialistická republika (zkratka: PMSSR) jako svazová republika SSSR, byl Smirnov zvolen předsedou Nejvyššího sovětu PMSSR a později také předsedou republiky. MSSR oznámila, že považuje vyhlášení PMSSR za protiústavní. 
 Po neúspěšném moskevském puči v srpnu 1991 (kterému vedení PMSSR prohlásilo plnou podporu) se Sovětský svaz začal hroutit a jednotlivé republiky vyhlašovaly nezávislost. 25. srpna Smirnov odjel do Kyjeva na jednání s Nejvyšším sovětem Ukrajiny o nezávislosti Podněstří. Moldavské vedení, které rozhodlo o jeho zatčení, využilo zahraniční cestu. Speciální jednotka moldavského ministerstva vnitra Smirnova v Kyjevě unesla z hotelu a tajně dopravila do Kišiněva. Podněsterská strana požadovala jeho propuštění, na což Moldavsko nereagovalo. Nezvyklý protest proti jeho zadržení uspořádal tiraspolský Svaz žen – jeho členky po dobu několika týdnů blokovaly v Tiraspolu důležitou železniční trať Kišiněv-Oděsa, čímž přispěly k jeho propuštění a návratu do Podněstří.
V prosinci 1991 byl Smirnov poprvé zvolen prezidentem Podněstří.

## Volby

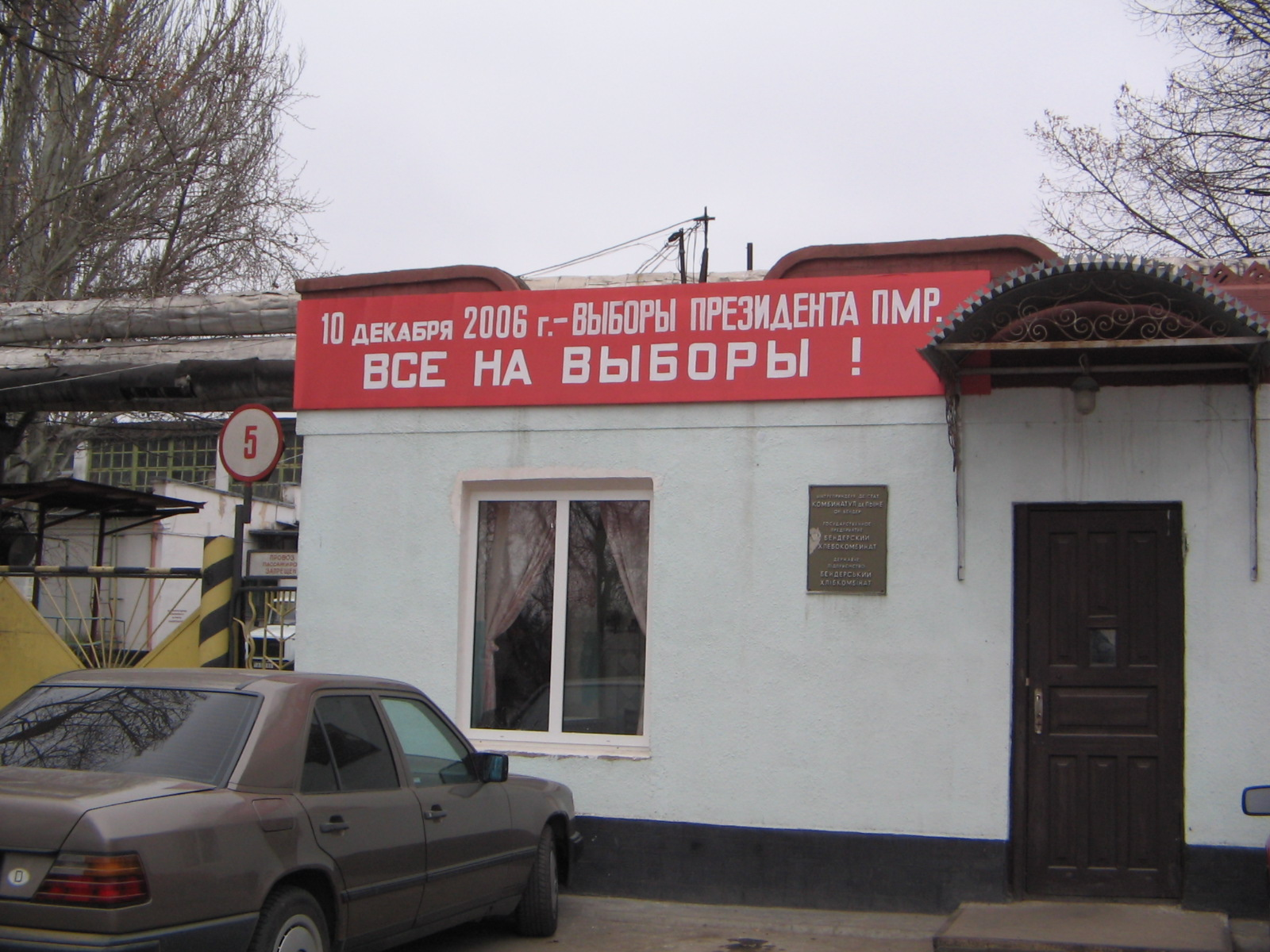
Transparent na vrátnici Benderského chlebokombinátu: Všichni k volbám! (2006)

Igor Smirnov zastával post prezidenta PMR po čtyři funkční období. Byl zvolen v letech 1991, 1996, 2001 a 2006. Pokaždé zvítězil v prvním kole voleb (podněsterský prezident se volí pomocí dvoukolového většinového systému s absolutní většinou). Západ podněsterské volby neuznával a odsuzoval jako nedemokratické a zmanipulované. V Kamenském rajonu I. N. Smirnov obdržel roku 2001 dle oficiálních výsledků 103,6 % hlasů. Ministerstvo zahraničních věcí České republiky ve svém prohlášení ze dne 12. prosince 2006 uvádí, že: „... v současné době v Podněstří neexistují podmínky pro svobodné vyjádření vůle občanů. Česká republika proto neuznává konání, průběh ani výsledky tzv. 'prezidentských voleb'. Akce nebyla organizována ústředními moldavskými orgány a je v rozporu s principy suverenity a územní celistvosti Moldavské republiky.“.

### Volební porážka
Před volbami v prosinci 2011 Smirnov ztratil dosavadní podporu Moskvy, odkud mu bylo naznačeno, že by měl odejít do penze, neboť jeho politika nemůže přinést žádný zvrat v dosavadní patové situaci podněsterské otázky. Igor Smirnov se přesto rozhodl znovu kandidovat na prezidentskou funkci. Rusko otevřeně podpořilo kandidaturu dosavadního předsedy Nejvyššího sovětu Anatolije Kaminského, jehož zvolením podmínilo zachování své finanční i materiální podpory Podněstří. K tomu krátce před volbami Vyšetřovací výbor Ruské federace obvinil prezidentova syna Olega, ředitele podněsterské banky Gazprombank, ze zpronevěry 160 milionů rublů určených na humanitární pomoc Podněstří. Přesto se očekávalo Smirnovovo znovuzvolení, podle průzkumu prováděného metodou exit poll agenturou Vektor se jeho zisk odhadoval na 47,38 %, na druhém místě se umístil Jevgenij Ševčuk s 23,21 %. Oficiální výsledky, které vyhlásila Ústřední volební komise „z technických důvodů“ o dva dny později, se jevily proti odhadům značně odlišné. Zvítězil Ševčuk se ziskem 38,53 % hlasů, druhý se umístil favorit Moskvy Kaminskij s 26,48 %, Smirnov skončil s 24,82 % na třetím místě a tudíž do druhého kola nepostoupil. Prezident ve druhém kole nepodpořil ani jednoho z kandidátů, sám se hlasování neúčastnil a své příznivce vyzval k bojkotu. 30. prosince 2011 funkci předal vítězi druhého kola Jevgeniji Ševčukovi.

## Volební výsledky v prezidentských volbách
| rok                    | 1991 | 1996  | 2001  | 2006 | 2011   |
| účast (%)              | 78   | 57,1  | 62,89 | 66,1 | 58,88* |
| pro I. N. Smirnova (%) | 65,4 | 71,94 | 81,85 | 82,4 | 24,82* |

- poznámka: * první kolo